# 10264 Marov
A 10264 Marov (ideiglenes jelöléssel 1978 PH3) egy kisbolygó a Naprendszerben. Nyikolaj Sztyepanovics Csernih fedezte fel 1978. augusztus 8-án.